# Elecciones federales de Australia de 1963
El sábado 30 de noviembre de 1963 se celebraron elecciones federales en Australia, en las que se renovó Cámara de Representantes.

## Resultados
|  | Partido                       | Votos     | %     | +/-   | Escaños | +/- |
|  | Partido Laborista Australiano | 2.489.184 | 45.47 | -2.43 | 50      | -10 |
|  | Partido Liberal de Australia  | 2.030.823 | 37.09 | +3.51 | 52      | +7  |
|  | Partido Nacional del Campo    | 489.498   | 8.94  | +0.43 | 20      | +3  |
|  | Democratic Labor Party        | 407.416   | 7.44  | -1.27 | 0       | 0   |
|  | Independientes                | 22.757    | 0.42  |       | 0       | 0   |
|  | Otros                         | 35.035    | 0.64  |       | 0       | 0   |
|  | Total                         | 5.474.713 |       |       | 122     |     |
|  | Coalición Liberal- Nacional   |           | 52.60 | +3.10 | 72      | +10 |
|  | Partido Laborista Australiano |           | 47.40 | -3.10 | 50      | -10 |

- Datos: Q3586897